# Nizar Hijazi
Nizar Hijazi (arab. نزار حجازي) – palestyński samorządowiec, w latach 2014–2019 burmistrz Gazy.

## Życiorys
Ukończył szkołę podstawową oraz liceum w Gazie. W 1983 roku uzyskał licencjat w dziedzinie inżynierii mechanicznej na Uniwersytecie Aleksandryjskim, a w 2012 licencjat z podstaw teologii na Islamskim Uniwersytecie w Gazie. Pracował jako dyrektor Hijazi Trading Corporation.

### Kariera samorządowa
Był członkiem Rady Miejskiej w Gazie, a następnie zastępcą burmistrza. 13 kwietnia 2014 roku przejął obowiązki burmistrza Gazy w wyniku rezygnacji z tego urzędu dotychczasowego burmistrza Rafiqa Makki. W sierpniu 2014 roku jego dom przy ulicy Al-Shuhada w Gazie został zbombardowany w wyniku czego został ranny. 27 lipca 2019 roku Hamas zarekomendował na funkcję burmistrza Yahya Al-Sarraja, który to po wygranych wyborach zastąpił Hijaziego.
W lutym 2019 roku został wiceprezesem Przedsiębiorstwa Dystrybucji Energii Elektrycznej w Strefie Gazy.